# Конецкі
Конецкі (пол. Koniecki) — село в Польщі, у гміні Єдвабне Ломжинського повіту Підляського воєводства.
Населення — 90 осіб (2011).
У 1975-1998 роках село належало до Ломжинського воєводства.

## Демографія
Демографічна структура станом на 31 березня 2011 року:
|          | Загалом | Допрацездатний вік | Працездатний вік | Постпрацездатний вік |
| -------- | ------- | ------------------ | ---------------- | -------------------- |
| Чоловіки | 47      | 7                  | 34               | 6                    |
| Жінки    | 43      | 7                  | 26               | 10                   |
| Разом    | 90      | 14                 | 60               | 16                   |